# ديك بيدل
ديك بيدل (بالإنجليزية: Dick Biddle) هو مدير فني أمريكي، ولد في 26 نوفمبر 1947 في باركرسبورغ في الولايات المتحدة.